# Chicoreus allaryi
Chicoreus allaryi is een slakkensoort uit de familie van de Muricidae. De wetenschappelijke naam van de soort is voor het eerst geldig gepubliceerd in 2004 door Houart, Quiquandon & Briano.